# 김정아 (모델)
김정아는 대한민국의 모델 출신의 배우이고, 2006년에 패션 모델로 첫 데뷔하였으며, 2015년부터 배우로 활동하고 있다.

## 출연작

### 영화
- 마님 (2015) - 마님 역
- 젊은엄마 3 (2015) - 윤서 역